# .th
.th је највиши Интернет домен државних кодова (ccTLD) за Тајланд. Администриран је од стране Азијског института за Технологију.

## Другостепени домени
- ac академски
- co комерцијални
- in индивидуални (или организације)
- go владини
- mi војни
- or за непрофитабилне организације
- net интернет провајдери